# Campanella eberhardtii
Campanella eberhardtii är en svampart som först beskrevs av Narcisse Theophile Patouillard, och fick sitt nu gällande namn av Rolf Singer 1945. Campanella eberhardtii ingår i släktet Campanella och familjen Marasmiaceae.   Inga underarter finns listade i Catalogue of Life.